# 奥伊什-杜拜鲁
奥伊什-杜拜鲁是葡萄牙阿威罗区的一个堂区。总面积3.59平方公里，总人口517人，人口密度144人/平方公里。